# Babelsberg

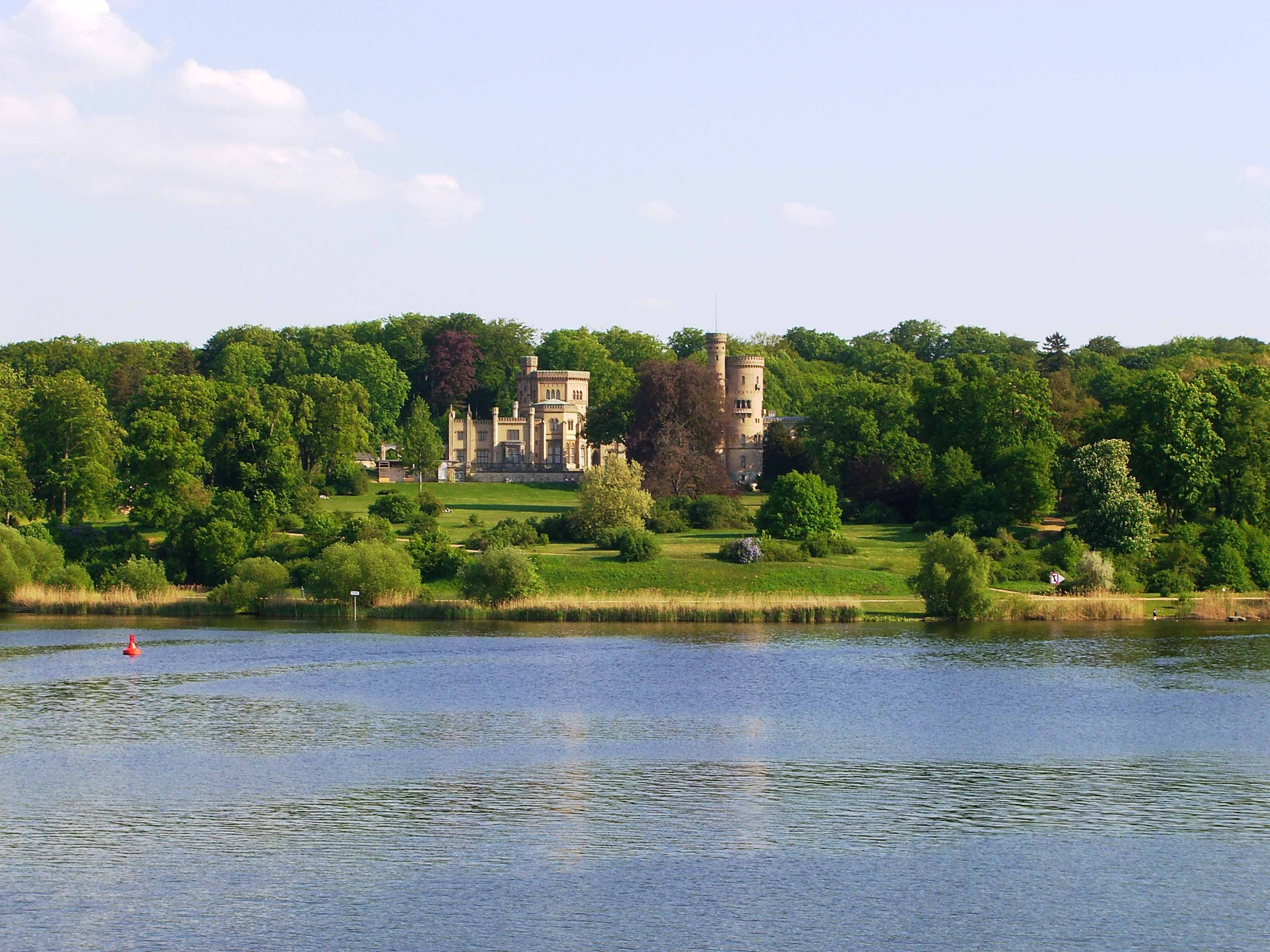
Palacio de Babelsberg sobre el río Havel

Babelsberg es el distrito más grande de Potsdam, la capital de Brandeburgo, Alemania. Son famosos el Palacio de Babelsberg y el Parque de Babelsberg, Patrimonio de la Humanidad según la UNESCO, como también el Estudio de Cine de Babelsberg.

## Historia

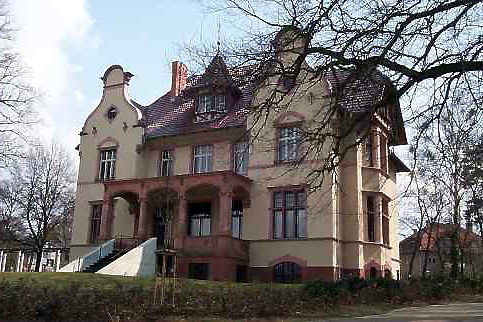
Neubabelsberg: Truman-Villa

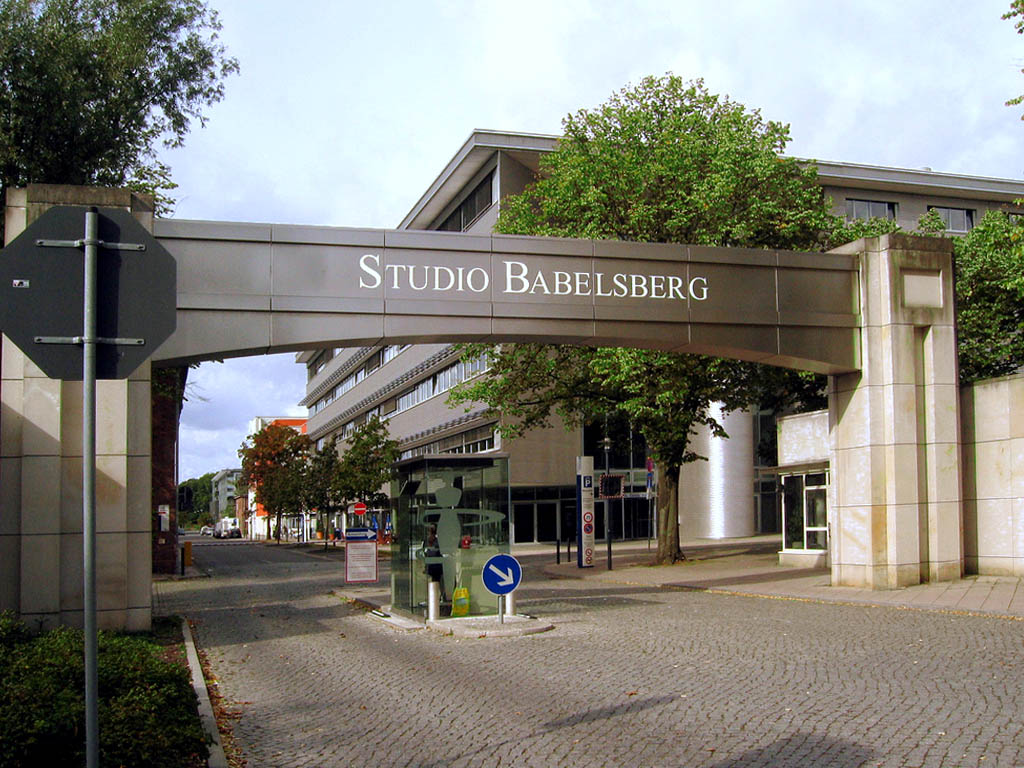
Estudio de Cine de Babelsberg (fundado en 1912)

Este asentamiento fue citado por escrito por primera vez en 1375 en el Landbuch. Entonces se denominaba Neuendorf (Villa Nueva) 
En el siglo XVIII se fundó una nueva población por parte del rey Federico II de Prusia y se asentaron protestantes expulsados de Bohemia. Durante la Revolución Industrial se desarrolló la industria textil y la fabricación de ferrocarriles. 
Desde el año 1900 la mansión Neubabelsberg se erigió al este del Parque de Babelsberg. Después de que Universum Film AG (UFA) en 1922 adquiriera un gran escenario cerca, estas villae se construyeron por arquitectos famosos como Hermann Muthesius y Ludwig Mies van der Rohe. Aquí residieron actores como Marika Rökk, Sybille Schmitz, Lilian Harvey, Willy Fritsch y Brigitte Horney. En 1938 Nowawes y Neubabelsberg se fusionaron y se incorporaron a Potsdam en 1939, pasando a conformar el distrito de Potsdam-Babelsberg. 
Durante la Conferencia de Potsdam de 1945 Stalin, Harry S. Truman y Winston Churchill (sucedido por Clement Attlee) residieron en mansiones de Neubabelsberg. En la "Truman-Villa" el presidente Truman hizo la Declaración de Potsdam y dio órdenes de lanzar la bomba atómica en Hiroshima y Nagasaki.